# Motorcycle Emptiness
Motorcycle Emptiness är en sång av Manic Street Preachers, utgiven som singel den 1 juni 1992. "Motorcycle Emptiness", som finns med på gruppens debutalbum Generation Terrorists, nådde sjuttonde plats på UK Singles Chart.
År 2006 röstade tidskriften Q:s läsare fram "Motorcycle Emptiness" till den 88:e populäraste låten någonsin.

## Låtlista
| 1. | Motorcycle Emptiness   | 5:06 |
| 2. | Bored Out of My Mind   | 2:57 |
| 3. | Crucifix Kiss (live)   | 3:10 |
| 4. | Under My Wheels (live) | 3:01 |

| 1. | Motorcycle Emptiness   |  |
| 2. | Bored Out of My Mind   |  |
| 3. | Under My Wheels (live) |  |

| 1. | Motorcycle Emptiness |  |
| 2. | Bored Out of My Mind |  |

| 1. | Motorcycle Emptiness           | 6:02 |
| 2. | Forever Delayed                | 3:38 |
| 3. | Little Baby Nothing (acoustic) | 4:54 |

## Medverkande
- James Dean Bradfield – sång, sologitarr, kompgitarr, akustisk gitarr
- Richey Edwards – kompgitarr
- Sean Moore – trummor, bakgrundssång
- Nicky Wire – basgitarr